# FourFiveSeconds
«FourFiveSeconds» es una canción interpretada por la cantante barbadense Rihanna, el rapero estadounidense Kanye West, y el músico británico Paul McCartney. Fue escrita por West, McCartney, Kirby Lauryen, Mike Dean, Ty Dolla Sign, Dave Longstreth, Dallas Austin, Elon Rutberg, y Noah Goldstein. Preestrenada por West en el iHeartMedia Music Summit celebrado el 21 de enero de 2015, la canción se publicó el 24 de enero en el sitio web oficial de Rihanna, el mismo día en que estuvo disponible para descarga digital a través del iTunes Store.
"FourFiveSeconds" es una canción al estilo folk-pop y soul pop con instrumentación consistente en guitarra acústica, órgano y bajo eléctrico.
"FourFiveSeconds" recibió una respuesta positiva por parte de los críticos de música que elogiaron el nuevo rumbo de Rihanna y de West, sus voces, y la producción minimalista de la canción.
Tras su lanzamiento, la canción alcanzó el puesto número 4 en el conteo estadounidense Billboard Hot 100 y el número 3 en la lista UK Singles Chart. El video musical de la canción fue dirigido por los fotógrafos holandeses Inez van Lamsweerde y Vinoodh Matadin. Fue recibido positivamente por parte de los críticos que elogiaron la simplicidad del vídeo y lo comparó con trabajos de Herb Ritts y Xavier Dolan. Rihanna, McCartney y West interpretaron "FourFiveSeconds" por primera vez en los premios Grammy de 2015.

## Antecedentes y lanzamiento

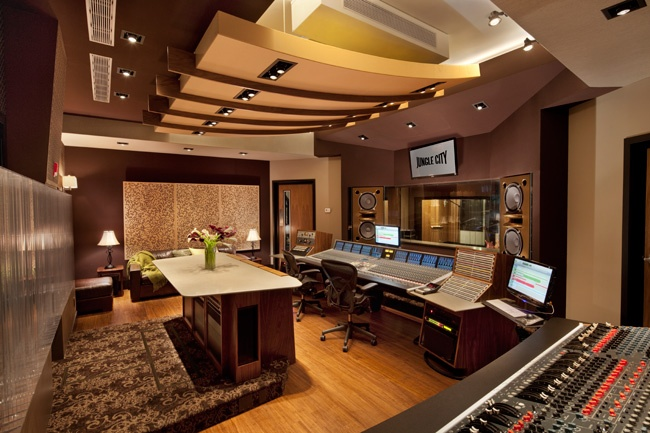
Jungle City Studios en la ciudad de Nueva York, fue uno de los estudios donde se grabó la canción

El 21 de enero de 2015, Kanye West hizo una aparición sorpresa en la Cumbre de Música iHeartMedia, donde habló sobre su carrera, cantó un par de canciones, y concluyó con una colaboración con la cantante barbadense Rihanna que la guitarra acústica y un gran coro "presentó y la melodía con un gancho enorme. Luego dio un portátil de golpe y salió del escenario con una ovación de pie". Anteriormente, el 2 de enero, el artista de grabación y productor Ty Dolla Sign le concedió una entrevista a la revista Billboard donde reveló que él, West, Rihanna y McCartney trabajaron juntos en una pista, que estaba por recibir su título final.
El 24 de enero, Rihanna publicó la canción en su página web oficial, y escribió en su cuenta de Twitter, "Primer vistazo de mi nueva música!!!" La canción titulada "FourFiveSeconds" fue lanzada como el primer sencillo de su próximo álbum de estudio, fue puesta a disposición como descarga digital a través de la tienda iTunes Store. La canción fue escrita por West, McCartney, Kirby Lauryen, Mike Dean, Ty Dolla Sign, de Dave Longstreth, Dallas Austin, Elon Rutberg y Noé Goldstein. Aunque se trata de una primera colaboración por el trío, que han colaborado juntos por separado. West y McCartney habían colaborado en el año 2014 con, " Only One", un tema dedicado a la hija de West, North. Rihanna y West han colaborado previamente con Jay-Z en la canción "Run This Town" (2009) - que se convirtió en un éxito comercial y alcanzó el número dos en el Billboard Hot 100 y luego colaboraron de nuevo en "All of the Lights" en 2011.

## Rendimiento comercial

### Norteamérica
En los Estados Unidos la canción apareció por primera vez en las listas dos días después de haber sido lanzada, debutando en el número 37 de la lista Pop Songs. De acuerdo con Nielsen SoundScan este fue el resultado de las puestas en diversas radios de iHearth Media el día domingo después de haber sido lanzada. De acuerdo a la fuente la canción comenzó con un aproximado de 1000 reproducciones en 100 reportes diferentes, y más adelante llegó a la cifra de 7.4 millones en audiencia. De esta manera se convirtió en la entrada número 40 en la lista por parte de Rihanna, y se convirtió en la primera entrada en la tabla que ha tenido McCartney desde 1992. En su segunda semana en la lista la canción paso del número 37 al número 25 y su máxima posición ha sido el número 20. Por otro lado la canción ha tenido un desempeño favorable en las listas de R&B de Billboard, pues ha alcanzado la posición número uno en las listas Hot R&B/Hip-Hop Songs, «R&B/Hip-Hop digital Songs» y «Hot R&B Songs» y ha logrado mantenerse en la máxima posición de dichos listados por tres semanas.

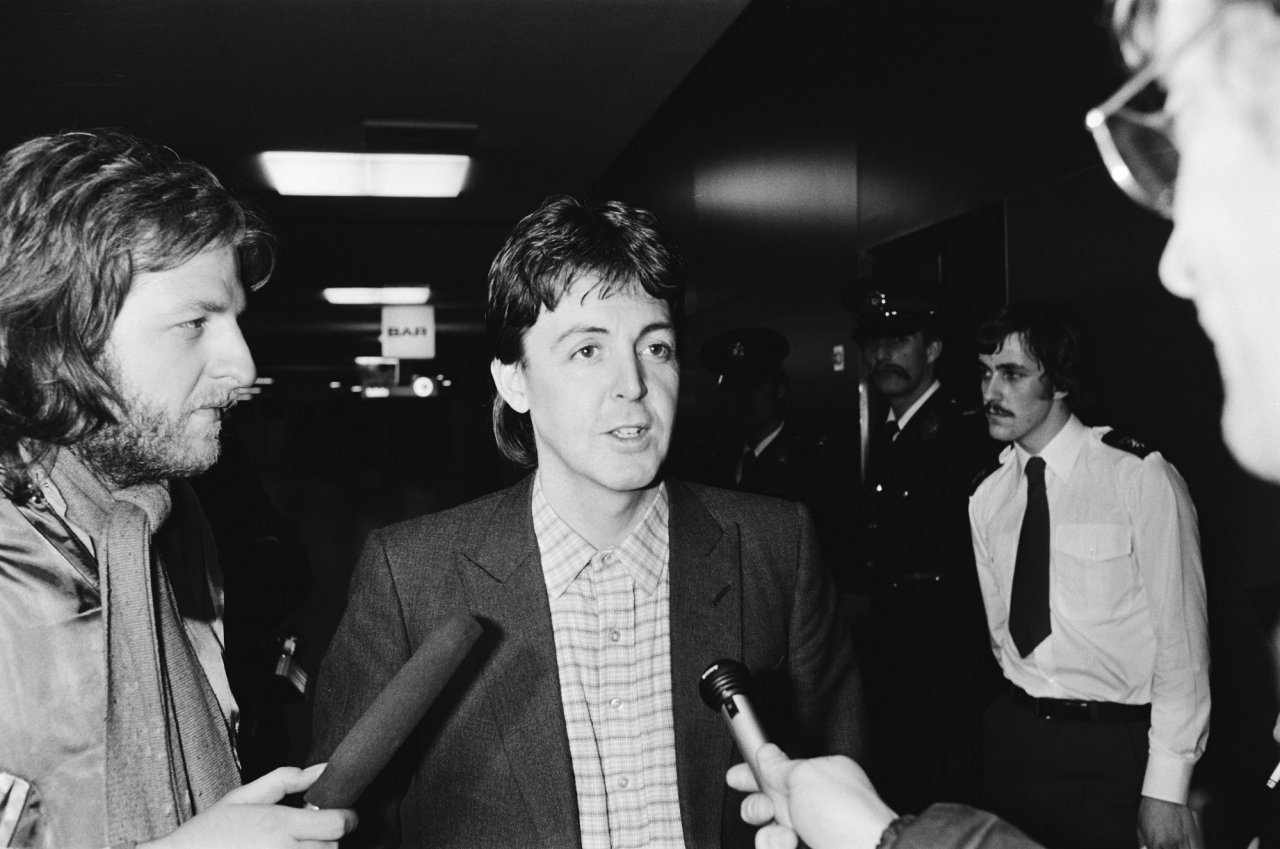
Con el avance de la canción en el top-ten de la lista estadounidense Billboard Hot 100, McCartney realizó su primera entrada desde 1992.

"FourFiveSeconds" apareció por primera vez en la lista Billboard Hot 100 en el número 54 convirtiéndose así en la entrada número 47 de Rihanna en la lista y registro más 53.000 copias solamente en sus primeros dos días a la venta, debutando así en el número 19 en la lista Digital Songs. En su siguiente semana la canción logró pasar del puesto 54 al número 15, registrando más de 138.000 copias vendidas, simultáneamente escaló instantáneamente al número 4 de la lista Digital Songs. Para su tercera semana la canción logró entrar en el top 10 del conteo Billboard Hot 100 convirtiéndose así en la canción número 26 de Rihanna en estar entre los diez primeros puestos del conteo, lo que la pone detrás de Madonna (36), Los Beatles (34), Stevie Wonder (28), Michael Jackson (28), Janet Jackson (27), Elton John (27) y Mariah Carey (27); siendo así la octava artista con más canciones en el top 10 de la lista, además gracias a la entrada de la canción en la sexta posición, Paul McCartney hizo historia al convertirse en el artista que más tiempo ha durado sin entrar al top 10 del conteo, ya que su última canción en lograrlo había sido "Spies Like Us" en 1986. En cuanto al conteo Digital Songs se estima que la canción vendió 181.000 copias en su tercera semana. Después de la gala de Los Grammys la canción aumento significativamente su popularidad, pues logró subir dos puestos en la Billboard Hot 100, al puesto número cuatro, dando a Rihanna su decimonoveno top 5, y dio a Paul McCartney su primera canción en estar en el top 5 desde Say Say Say junto a Michael Jackson hacia 28 años atrás en 1983. Con un aumento de ventas de 44% logró vender en dicha semana un total de 261.000 copias. Hasta el momento, después de 12 semanas la canción ha comercializado 1.868.000 copias en el país norteamericano.
En Canadá debutó en el número 65 en el Canadian Hot 100 en la semana del 31 de enero, y para su segunda semana la canción dio un salto del puesto número 65 al número 9. Para su tercera semana la canción logró la cuarta posición, donde ha permanecido dos semanas. se estima que ha vendido más de 100.000 copias allí y su pico máximo en el Canadian Hot 100 ha sido el número 3.

### Europa
En el Reino Unido la canción entró en el top 10 del conteo UK Singles Chart directamente en la posición número 5, y su punto máximo ha sido el número 3 donde se mantuvo dos semanas. Desde su debut, la canción no ha salido del top 10 de las listas y se ha logrado mantener allí durante 10 semanas, siendo la tercera canción de Rihanna con mayor estadía en el top 10 solo por debajo de Umbrella (13) y We Found Love (14). FourFiveSeconds ha sido certificada oro en el país por ventas superiores a las 400.000 copias. entre otras cosas ha sido la canción con mayor streaming en tres repetidas oportunidades, donde lo máximo que ha logrado son 2.12 millones de reproducciones. En el Urban Chart Top 20 la canción ha logrado alcanzar la máxima posición.
Tanto en Suecia, Dinamarca, Noruega e Irlanda la canción ha alcanzado el primer lugar en las listas de popularidad. En Suecia por su parte la canción se convirtió en el cuarto número uno de Rihanna, en el segundo número uno de Paul McCartney y en el primer número uno de Kanye West, entre otras cosas la canción ha sido certificada doble platino por ventas superiores a las 80.000 copias. En Dinamarca se convirtió en el sexto número uno de la artista y el primero para West y McCartney, la canción ha sido certificada oro y se ha mantenido en la primera posición durante cuatro semanas. En Noruega se convirtió en el octavo número uno de la cantante, lo cual la hace la artista femenina internacional con más números 1 en dicho país, en cuanto a McCarney se convirtió en su tercer número uno y en el caso de West en su primer número 1.
En el resto de Europa la canción gozó de bastante éxito, en Suiza por ejemplo, logró llegar a la posición número 3, convirtiéndose así en el sencillo número 16 de la cantante en entrar al top 5 en las listas de éxito de ese país, por otra parte ha sido certificado oro por venta superiores a las 15.000 copias. En Francia la canción debutó en la posición número 2 y al igual que en Holanda y Austria esa ha sido su máxima posición. En Italia la canción ha alcanzado la posición número 4 y ha sido certificada oro por ventas superiores a las 25.000 copias En España el pico máximo de la canción ha sido el número 10.

### Oceanía
Oceanía es tal vez el continente donde más éxito ha tenido la canción, pues tanto en Australia como en Nueva Zelanda la canción la logrado alcanzar la máxima posición en las listas de popularidad.
En Nueva Zelanda la canción debutó en el número nueve, y luego dio un salto al número 2, donde ha permanecido por dos semanas, luego de estar allí, bajo a la posición 3 para luego subir de nuevo al número 2 y en su sexta semana en la lista ha alcanzado el primer lugar, dando a Rihanna su octavo número uno en el país y ha sido certificada con disco de platino por las ventas de más de 15.000 copias. Entre otras cosas la canción permaneció 5 semanas en la máxima posición con lo cual se convierte en la tercera canción con mayor estadía en dicha posición de la artista solo por detrás de Umbrella (6) y We Found Love (9). En Australia la canción ha gozado de un gran éxito, pues después de tres semanas en la lista ARIA Charts logró alcanzar la primera posición en dicho país, dando a Rihanna su noveno número uno, a Kanye West su segundo y a Paul McCartney su tercer número uno (después de Los Beatles), el cual a su vez hizo historia convirtiéndose en el artista más viejo en liderar las listas australianas, pues con 72 años, McCartney logró superar el récord anteriormente impuesto por la cantante Cher quien había liderado dicha lista a la edad de 52 años con la canción Believe. entre otras cosas, la canción ha sido certificada con Platino en dicho país, por las ventas de más de 70.000 copias.

## Video musical

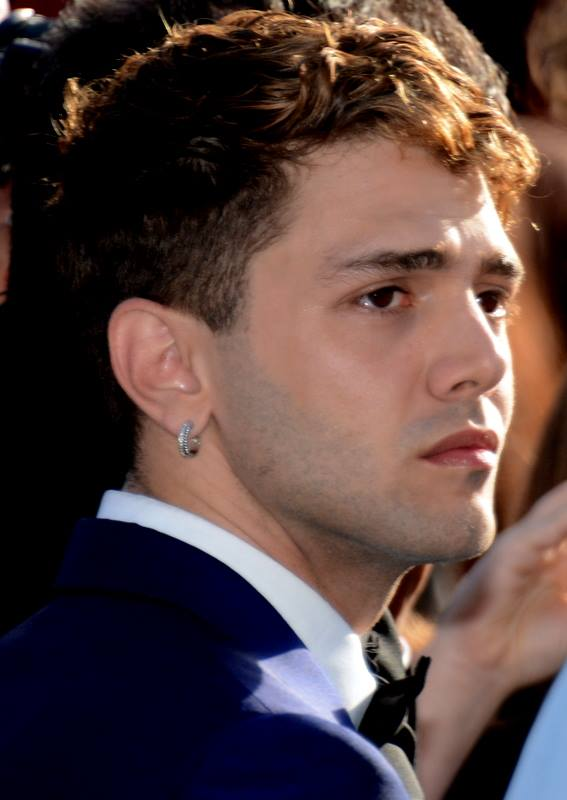
El video musical de "FourFiveSeconds" fue comparado con las obras del cineasta Xavier Dolan.

El video musical de acompañamiento para "FourFiveSeconds" fue dirigida por el dúo de fotógrafos holandés, Inez y Vinoodh y disparó a finales de diciembre en la ciudad de Nueva York. Stephanie Bargas, Jeff Lepine y Jon Barlow sirvió como productores del visuales, mientras theCollectiveShift ejecutivamente lo produjo. Jodokus Driessen fue el director de fotografía, con Otto Arsenault sirve tanto como editor y director de fotografía. El 30 de enero, a través de su canal oficial de YouTube, Rihanna publicó un detrás de cámaras de vídeo de la toma del clip. El video muestra a Rihanna, West y McCartney realiza en escena sonora totalmente blanco. Además, el cantante explica la manera que utilizaron para el video ", Kanye se le ocurrió la idea de hacer sólo algunas calle real, dril de algodón, todo tipo americano mirada Denim nunca pasa de moda;. Que es clásico, es icónico, al igual que los Beatles." el 2 de febrero, Rihanna publicó un fragmento del clip en su cuenta oficial de Instagram. Cuenta con su silueta mientras cantaba letra de la canción; ella también lleva una chaqueta de mezclilla retroceso Sean John. El vídeo se estrenó el 3 de febrero en el canal Vevo oficial de Rihanna en YouTube. El mismo día, fue lanzado digitalmente en iTunes Store.
- Según Kreps de la revista Rolling Stone:

"El clip en blanco y negro de Herb Ritts es que encuentra Rihanna y West sólo cantar su canción de colaboración, mientras que McCartney rasguea el riff en una guitarra acústica, con la verdadera atracción que viene cuando los tres titanes musicales comparten el mismo marco."

Steven Gottlieb de VideoStatic describió como "vertical limitado a sólo el tercer centro de la pantalla, el enfoque de este clip en blanco y negro y plateado es emotiva actuación de Rihanna, con Sir Paul y Yeezus en modo de apoyo." De acuerdo a Erin Strecker de Billboard el video permite "cada una de las tres superestrellas su momento de fama. la cámara cambia mayormente entre disparos individuales ajustados de cada denim con revestimiento, intérprete apasionado, aunque también hay algunas escenas de los tres juntos." Jessica Goodman de The Huffington Post describió el video lo más simple y limpio y es una reminiscencia de la canción en sí del mismo modo, Nolan Feeney de Time elogió el video, que calificó de simple, pero también "sorprendentemente íntimo -. una especie de la canción en sí misma ". [39] también describió los ojos en blanco de Rihanna en el video como "épico". además, Feeney señaló que el vídeo está rodado en una relación de aspecto cuadrado y lo comparó con las obras de francocanadiense cineasta Xavier Dolan.
Un miembro de MTV Reino Unido señaló que el video se encuentra en un marco cuadrado y se asemeja a las ilustraciones de la sola. Sophie Schillaci de Entertainment Tonight llama la plaza "Instagram amigable". de VH1 Alexa Tietjen llamado visual "impresionante" y elogiado más miradas de Rihanna, la actitud de West y habilidades McCartney. Dee Locket de pizarra llamada la visual es un video performance en la que Rihanna y West "parecen estar a punto de perderlo". Billy Johnson Jr. de Yahoo! Music declaró que si la intención de lo visual es mostrar Rihanna como una mujer frágil a punto de romperse, tiene éxito, "Estilísticamente, el vídeo en blanco y negro se encuentra un término medio entre la apariencia y la sensación de Abercrombie & Fitch y Gap campañas publicitarias con Rihanna teniendo suficiente escote hacer censores nervioso." Gregory E. Miller, de The New York Post señaló que el video es una desviación de anteriores videos de alta producción de Rihanna y la ve en un fondo simple.

## Actuaciones en directo
Rihanna, McCartney y West interpretaron "FourFiveSeconds" en la ceremonia de premiación de los Premios Grammy 2015 que se realizó el 8 de febrero de 2015 en Staples Center de Los Ángeles.

## Posiciones en listas

### Semanales
| País                 | Lista                     | Mejor posición |      |
| 2015                 | 2015                      | 2015           | 2015 |
| -------------------- | ------------------------- | -------------- | ---- |
| Alemania             | German Singles Chart      | 3              |      |
| Australia            | Australian Singles Charts | 1              |      |
| Australia            | ARIA Urban Singles Chart  | 1              |      |
| Austria              | Ö3 Austria Top 40         | 2              |      |
| Bélgica              | Ultratop 50 (Valonia)     | 7              |      |
| Bélgica              | Ultratop 40 (Flandes)     | 5              |      |
| Canadá               | Canadian Hot 100          | 3              |      |
| Canadá               | Canadian Digital Songs    | 1              |      |
| Colombia             | Los 40 Principales        | 1              |      |
| Colombia             | (Monitor Latino)          | 3              |      |
| Dinamarca            | Tracklisten               | 1              |      |
| Escocia              | Scotish Singles Chart     | 2              |      |
| España               | Spanish Singles Chart     | 10             |      |
| España               | Los 40 Principales        | 1              |      |
| Estados Unidos       | Billboard Hot 100         | 4              |      |
| Estados Unidos       | Digital Songs             | 3              |      |
| Estados Unidos       | Radio Songs               | 7              |      |
| Estados Unidos       | Streaming Songs           | 7              |      |
| Estados Unidos       | Hot R&B/Hip-Hop Songs     | 1              |      |
| Estados Unidos       | Pop Songs                 | 5              |      |
| Estados Unidos       | Adult Pop Songs           | 13             |      |
| Finlandia            | Finnish Singles Chart     | 7              |      |
| Francia              | French Singles Chart      | 2              |      |
| Hungría              | Hungría Rádiós Top 40     | 3              |      |
| Irlanda              | Irish Singles Chart       | 1              |      |
| Italia               | Italian Singles Chart     | 4              |      |
| Israel               | Media Forest              | 1              |      |
| Japón                | Japan Hot 100             | 37             |      |
| Noruega              | VG-lista                  | 1              |      |
| Nueva Zelanda        | New Zealand Singles Chart | 1              |      |
| República Checa      | Radio Top 100             | 2              |      |
| República Checa      | Singles Digital Top 100   | 4              |      |
| Países Bajos         | Dutch Top 40              | 2              |      |
| Reino Unido          | UK Singles Chart          | 3              |      |
| Reino Unido          | Urban Charts              | 1              |      |
| Reino Unido          | Singles Sales Chart       | 2              |      |
| Reino Unido          | Audio Streaming Chart     | 1              |      |
| República Dominicana | Monitor Latino            | 3              |      |
| Suecia               | Swedish Singles Chart     | 1              |      |
| Suiza                | Swiss Music Charts        | 3              |      |

### Anuales
| País           | Lista                     | Mejor posición |      |
| 2015           | 2015                      | 2015           | 2015 |
| -------------- | ------------------------- | -------------- | ---- |
| Australia      | Australian Singles Charts | 10             |      |
| Austria        | Ö3 Austria Top 40         | 12             |      |
| Canadá         | Canadian Hot 100          | 22             |      |
| Estados Unidos | Billboard Hot 100         | 42             |      |
| Estados Unidos | Hot Digital Songs         | 20             |      |
| Estados Unidos | Radio Songs               | 56             |      |
| Estados Unidos | streaming Songs           | 62             |      |
| Estados Unidos | Hot R&B/Hip-Hop Songs     | 11             |      |
| Nueva Zelanda  | New Zealand Singles Chart | 8              |      |
| Reino Unido    | UK Singles Chart          | 18             |      |

## Certificaciones
| País/Región    | Organismo Certificador | Certificación | Ventas certificadas | Ref.    |
| -------------- | ---------------------- | ------------- | ------------------- | ------- |
| Alemania       | BVMI                   | Platino       | 400 000             | [ 90 ]  |
| Australia      | ARIA                   | 3× Platino    | 210 000             | [ 91 ]  |
| Austria        | IFPI                   | Oro           | 15 000              | [ 92 ]  |
| Bélgica        | BEA                    | Platino       | 30 000              | [ 93 ]  |
| Canadá         | Music Canada           |               | 289 000             | [ 94 ]  |
| Dinamarca      | IFPI                   | 2× Platino    | 120 000             | [ 95 ]  |
| España         | PROMUSICAE             | Platino       | 40 000              | [ 96 ]  |
| Estados Unidos | RIAA                   | 3× Platino    | 3 000 000           | [ 97 ]  |
| Francia        | SNEP                   | Oro           | 75 000              | [ 98 ]  |
| Italia         | FIMI                   | 2× Platino    | 100 000             | [ 99 ]  |
| Nueva Zelanda  | RMNZ                   | 2× Platino    | 30 000              | [ 100 ] |
| Polonia        | IFPI                   | 3× Platino    | 60 000              | [ 101 ] |
| Reino Unido    | BPI                    | Platino       | 600 000             | [ 102 ] |
| Suecia         | GLF                    | 4× Platino    | 160 000             | [ 103 ] |
| Suiza          | IFPI                   | Platino       | 30 000              | [ 104 ] |